# Sankt Methodios
Sankt Methodios (græsk: Μεθόδιος; kirkeslavisk Мефодии), født 826 i Thessaloniki i Byzans, død 6. april 885 i Stormähren, var en byzantisk lærd som sammen med sin bror Kyrillos missionerede for kristendommen bland slaverne. Han bidrog til at oversætte Bibelen til oldkirkeslavisk med det det glagolitiske alfabet som blev opfundet af Kyrillos. Methodios blev af paven udråbt til ærkebiskop af Stormähren og blev siden helgenkåret.